# Casa Tomàs Paxeras
La casa Tomàs Paxeras és un edifici situat al carrer de l'Hospital, 74 cantonada amb el d'en Roig, 2 del Raval de Barcelona, catalogat com a bé cultural d'interès local.

## Història
El 1777, el revenedor Tomàs Paxeras va demanar permís per a reedificar la finca, i novament el 1795 per a remuntar-hi un quart pis amb balcons d'ampit. El 1818, la seva vídua Rosa Poch i el seu fill Dídac Paxeras i Poch van fer l'inventari dels seus béns, que incloien les existències de la botiga i del magatzem del carrer de Bonaire, actualment desaparegut.
El 1830, Dídac Paxeras va demanar permís per a acabar el quart pis a l'extrem de la façana del carrer d'en Roig, segons el projecte del mestre de cases Joaquim Tintorer. Casat amb Cristina Botet i Conill (†1875), ell i la seva filla Cristina van morir el 1866, i la casa fou heretada pels seus nets Dídac, Joan i Cristina Barnés i Paixeras.

## Descripció
Consta de planta baixa i quatre pisos, i tipològicament s'estructura com si estigués entre mitgeres, ja que les obertures es realitzen pràcticament a través de la façana del carrer de l'Hospital, deixant cega gran part de la del carrer d'en Roig.
La façana principal s'organitza a partir de dues fileres d'obertures, portals amb llinda de fusta i balcons als pisos, amb una finestra entremig. Hi destaquen els esgrafiats blancs sobre fons rogenc, parcialment tapats fins al 2019. Tenen plafons geomètrics a la façana lateral i són més treballats i figuratius a la principal, amb gerros i motius florals i la data 1777.